# Mar Rojo (banda)
Mar Rojo es un proyecto artístico musical chileno que cultiva un sonido cercano al Indie Rock con clara influencia latinoamericana, nacido en el seno de la comuna de Buin 36 kilómetros al sur de Santiago de Chile. El dúo está compuesto por André Valenzuela y Pietro Mutis, quien asegura ser sobrino del destacado músico chileno Mario Mutis de Los Jaivas, no siendo esto más que un alcance de apellidos, ya que el apellido de Mario Mutis es Mutis Pinto y el padre de Pietro es Mutis Silva, además el abuelo de Mario Mutis es don Pedro Mutis Osuna y el de Pietro fue don Francisco Mutiz  Valencia.

## Historia

### Comienzos
Comenzando la segunda década de este siglo, en el año 2010 se materializa en forma sonora una búsqueda que comenzaba con una idea de entrelazar la escucha interna, la actualidad y la contingencia social. Un año más tarde sale a la luz pública Pulsación, un álbum en formato de EP que propone la exploración de frecuencias bajas y líneas melosas en donde los estados del corazón toman gran importancia lírica.
En esta primera etapa Mar Rojo realizó shows en importantes escenarios de la escena chilena compartiendo con bandas de renombre nacional en la época como De Saloon, Juana Fe, sumando rotación de radios de Chile, apariciones en televisión, y una serie de críticas positivas al álbum por páginas especializadas.

### Insomnio
En el 2013 se termina de edificar lo que se convirtió en el primer álbum larga duración titulado Insomnio, un disco en donde compartieron con Francisco González de la banda Lucybell, plasmando la colaboración en "Adicción", uno de los tracks destacados del trabajo discográfico. 
En Insomnio se puede observar una inclinación por sonidos más brillantes a los del comienzo, y desde su lanzamiento acaparó buenas críticas, plasmándolo en la postulación al desaparecido Premio Altazor 2013, y la realización del Tour Insomnio, la primera gira internacional que los llevó a presentarse en prestigiosos escenarios de ciudades como México DF, Guadalajara, Quito, Chillán, Valparaíso y Santiago compartiendo escena con artistas de la talla de Fito Páez, Sol y Lluvia y Los Tres.

### Definitivo
Uno de los pilares en las influencias sobre el proyecto es sin duda la forma canción y como esta se popularizó durante las últimas dos décadas del siglo pasado, y con la idea de dejar un manifiesto sonoro de aquello el 2015 se edifica "Definitivo", un trabajo artístico a cuarteto tradicional (voz, guitarra, bajo y batería) que se convirtió en el segundo álbum larga duración de Mar Rojo.
Para este álbum la colaboración fue con el destacado productor chileno Mariano Pavez quien realizó un trabajo previo a la grabación, y posteriormente le dio la forma final al máster.
De la mano de Galáctica Interestelar, que fue galardonada como mejor canción Rock Alternativo en publicaciones independientes, se inició el Tour Definitivo, una gira que mostró por Latinoamérica el sonido en vivo del álbum.

### AmericaLatina y actualidad
Actualmente el dúo se encuentra en medio de la publicación paulatina del material que se convertirá en el tercer álbum larga duración, pero que a diferencia de los álbumes anteriores, este se va haciendo en directa relación con la contingencia de un modo evidencial.

## Discografía
EP
- Pulsación, 2011.[11]

LP
- Insomnio, 2013.[12]
- Definitivo, 2016.[13]
- AmericaLatina, 2020.[14]